# Élections municipales de 2014 à Saint-Étienne
Pour un article plus général, voir Élections municipales de 2014 dans la Loire.
Des élections municipales ont eu lieu les 23 et 30 mars 2014 à Saint-Étienne.

## Mode de scrutin
Le mode de scrutin à Saint-Étienne est celui des villes de plus de 1 000 habitants : la liste ayant obtenu plus de 50 % (et 25 % des inscrits) des suffrages obtient la moitié des 59 sièges du conseil municipal. Le reste est réparti à la proportionnelle entre toutes les listes ayant obtenu au moins 5 % des suffrages exprimés. Un deuxième tour est organisé si aucune liste n'atteint la majorité absolue et au moins 25 % des inscrits au premier tour. Seules les listes ayant obtenu aux moins 10 % des suffrages exprimés peuvent s'y présenter. Les listes ayant obtenu au moins 5 % des suffrages exprimés peuvent fusionner avec une liste présente au second tour. La liste arrivée en tête reçoit alors la moitié des 59 sièges du conseil municipal. Le reste est réparti à la proportionnelle entre toutes les listes ayant obtenu au moins 5 % des suffrages exprimés.

## Résultats précédents
Les élections municipales à Saint-Étienne ont eu lieu les 9 et 16 mars 2008.
À l'issue du scrutin, Maurice Vincent est devenu le premier maire PS de Saint-Étienne face au maire sortant UMP Michel Thiollière. La présence au second tour du candidat Modem et ancien adjoint au maire Gilles Artigues a favorisé le retour de la gauche après vingt-cinq ans de gestion de droite.
- Premier tour :

|                                                                                              | Liste                                           | Nombre de voix | Résultats |
| Dominique Bazet-Simoni                                                                       | LCR - Gauche alternative 2007 - Les Alternatifs | 1 739          | 3,15 %    |
| Olivier Longeon, conseiller municipal sortant                                                | Les Verts                                       | 2 371          | 4,30 %    |
| Maurice Vincent, conseiller régional, ancien président de l'université Jean-Monnet           | PS - PCF - PRG - MRC                            | 18 571         | 33,68 %   |
| Nadim Ghodbane                                                                               | Divers gauche                                   | 429            | 0,78 %    |
| Gilles Artigues, adjoint au maire sortant, ancien député de la Loire                         | MoDem                                           | 11 154         | 20,23 %   |
| Michel Thiollière, sénateur de la Loire, président de Saint-Étienne Métropole, maire sortant | UMP                                             | 20 878         | 37,86 %   |

- Second tour :

|                                                                                              | Liste                | Nombre de voix | Résultats |
| Maurice Vincent, conseiller régional, ancien président de l'université Jean-Monnet           | PS - PCF - PRG - MRC | 27 318         | 46,11 %   |
| Gilles Artigues, adjoint au maire sortant, ancien député de la Loire                         | MoDem                | 7 268          | 12,27 %   |
| Michel Thiollière, sénateur de la Loire, président de Saint-Étienne Métropole, maire sortant | UMP                  | 23 662         | 41,63 %   |

## Contexte
Le maire sortant est Maurice Vincent (PS), par les élections municipales de 2008 à Saint-Étienne.

### Droite
Malgré des divisions qui lui ont, en partie, fait perdre la ville en 2008 et des rancœurs qui restent encore vivaces, la droite arrive presque unie lors de ces municipales. Gaël Perdriau, chef du groupe UMP, au conseil municipal mène une liste d'union avec l'UDI et le MoDem.
Le conseiller général UDI, Gilles Artigues, sera son 1er colistier.
Cette liste sera concurrencée par la liste DVD d'Hubert Patural.

### Majorité sortante
Le maire PS sortant Maurice Vincent mène une liste d'union avec le PRG et le PCF.

### EELV, PG et alliés
Le Parti de Gauche refuse de s'allier avec Maurice Vincent et a annoncé une liste.
EELV, absent du conseil municipal sortant, aura sa propre liste menée par Olivier Longeon (conseiller régional)

### Front national
Le Front national a mené un travail d'ancrage dans la ville. Il était absent aux élections de 2008. En 2014, Gabriel de Peyrecave mènera une liste.

## Campagne
La Commission nationale des comptes de campagne et des financements politiques a établi que les différentes listes, soit 7 candidats en tout, avaient dépensé lors de leurs campagnes 469 902 €. Plus une liste a dépensé, mieux elle est placée dans les résultats des votes. L'État a remboursé 272 904 € en tout aux listes qui ont dépassé 5% des votes au premier tour. -.
Gaël Perdriau, futur vainqueur et tête de la liste Provoquons l'avenir, a dépensé 202 778 € pour sa campagne, et l'État lui en remboursera 76 532 €. Les comptes des candidats UDI Gilles Artigues et Georges Ziegler sont intégrés à sa liste, pour un montant de 11 000 €. Le candidat a choisi de cibler les plus de 65 ans, et a envoyé à 20 464 d'entre eux une lettre, ce qui lui a couté 14 259,95 €. Le poste des publications et impressions est le plus important pour lui, et se monte à 55 221 €. Le nettoyage des dégradations sur la façade de sa permanence de l'avenue de la Libération (Saint-Étienne) lui a couté 11 000 €. -.
Maurice Vincent, maire sortant qui ne sera pas réélu, a dépensé 158 859 €, et l'État lui en remboursera 117 167 €. Les frais postaux sont les plus importants, s'élevant à 55 099 €. Maurice Vincent a contracté un emprunt personnel de 70 000 € pour financer sa campagne, et les 15 premiers ont contribué chacun pour 6 000 €. -.

## Résultats
- 59 sièges à pourvoir (population légale 2011 : 170 049 habitants)

| Tête de liste                                          | Tête de liste        | Liste          | Premier tour | Premier tour | Second tour | Second tour | Sièges |  |
| Tête de liste                                          | Tête de liste        | Liste          | Voix         | %            | Voix        | %           | Sièges |  |
| ------------------------------------------------------ | -------------------- | -------------- | ------------ | ------------ | ----------- | ----------- | ------ |  |
|                                                        | Gaël Perdriau        | UMP-UDI-MoDem  | 17 865       | 36,74        | 25 653      | 47,70       | 44     |  |
| Provoquons l'avenir                                    |                      |                | 17 865       | 36,74        | 25 653      | 47,70       | 44     |  |
|                                                        | Maurice Vincent *    | PS-PCF-PRG-E&D | 15 238       | 31,34        | 21 779      | 40,50       | 12     |  |
| Saint-Étienne pour tous                                |                      |                | 15 238       | 31,34        | 21 779      | 40,50       | 12     |  |
|                                                        | Olivier Longeon      | EÉLV           | 2 629        | 5,41         | 21 779      | 40,50       | 12     |  |
| Saint-Étienne en mieux                                 |                      |                | 2 629        | 5,41         | 21 779      | 40,50       | 12     |  |
|                                                        | Gabriel de Peyrecave | FN             | 8 900        | 18,30        | 6 342       | 11,79       | 3      |  |
| Saint-Étienne bleu Marine                              |                      |                | 8 900        | 18,30        | 6 342       | 11,79       | 3      |  |
|                                                        | Belkacem Merahi      | PG             | 2 031        | 4,18         |             |             |        |  |
| Place au peuple                                        |                      |                | 2 031        | 4,18         |             |             |        |  |
|                                                        | Hubert Patural       | DVD            | 1 162        | 2,39         |             |             |        |  |
| Saint-Étienne, c'est capital                           |                      |                | 1 162        | 2,39         |             |             |        |  |
|                                                        | Romain Brossard      | LO             | 797          | 1,64         |             |             |        |  |
| Lutte ouvrière faire entendre le camp des travailleurs |                      |                | 797          | 1,64         |             |             |        |  |
|                                                        |                      |                |              |              |             |             |        |  |
| Inscrits                                               | Inscrits             | Inscrits       | 98 233       | 100,00       | 99 642      | 100,00      |        |  |
| Abstentions                                            | Abstentions          | Abstentions    | 48 405       | 49,28        | 44 574      | 44,73       |        |  |
| Votants                                                | Votants              | Votants        | 49 828       | 50,72        | 55 068      | 55,27       |        |  |
| Blancs et nuls                                         | Blancs et nuls       | Blancs et nuls | 1 206        | 1,23         | 1 294       | 1,30        |        |  |
| Exprimés                                               | Exprimés             | Exprimés       | 48 622       | 49,50        | 53 774      | 53,97       |        |  |
| * Liste du maire sortant                               |                      |                |              |              |             |             |        |  |

Hubert Patural a demandé l'annulation de cette élection au tribunal administratif (France) de Lyon, au motif que Nicole Peycelon, en 8ème position sur la liste élue, est une fonctionnaire territoriale. La préfecture de la Loire avait relevé un risque la concernant. Le tribunal a considéré que cette requête était sans objet, car elle avait démissionné de ses fonctions pour les élections. 